# Leiopsammodius endroedi
Leiopsammodius endroedi är en skalbaggsart som beskrevs av Rakovic 1981. Leiopsammodius endroedi ingår i släktet Leiopsammodius och familjen Aphodiidae. Inga underarter finns listade i Catalogue of Life.